# 鹰眼系统
鹰眼系统（英語：Hawk-Eye），是在板球、网球、羽毛球和其他运动中使用的一套电脑視覺系统，以追踪记录球的路径并显示记录之多角度实际路径的图形图像，也可以预测球未来的路径。在一些运动中，如网球，鹰眼系统已成为裁判过程的一部分，選手亦可提出挑戰來嘗試逆轉裁判。鹰眼系统由英国汉普郡拉姆西的Roke Manor研究有限公司的工程师在2001年开发。 这项专利由医生保罗·霍金斯和大卫·雪利持有。后来，该技术脱离原公司，成立了一个独立的公司：鹰眼系统创新有限公司，一个与电视制作公司Sunset + Vine联合的合资企业。

## 參看
- 即時回放